# 240
| Calendário gregoriano                                                        | 240 CCXL                        |
| Ab urbe condita                                                              | 993                             |
| Calendário arménio                                                           | -312 – -311                     |
| Calendário bahá'í                                                            | -1604 – -1603                   |
| Calendário budista                                                           | 784                             |
| Calendário chinês                                                            | 2936 – 2937                     |
| Calendário copta                                                             | -44 – -43                       |
| Calendário etíope                                                            | 232 – 233                       |
| Calendários hindus - Vikram Samvat - Calendário nacional indiano - Cáli Iuga | 295 – 296 161 – 162 3340 – 3341 |
| Calendário Holoceno                                                          | 10240                           |
| Calendário islâmico                                                          | 394 BH – 393 BH                 |
| Calendário judaico                                                           | 4000 – 4001                     |
| Calendário persa                                                             | 382 BP – 381 BP                 |
| Calendário rúnico                                                            | 490                             |
| Calendário solar tailandês                                                   | 783                             |

240 (CCXL na numeração romana) foi um ano bissexto do século III do Calendário Juliano, da Era de Cristo, teve início a uma quarta-feira e terminou a uma quinta-feira, as suas letras dominicais foram E e D (53 semanas).
A Era de Cristo e o modelo da semana pelas Letras dominicais ainda não estava em vigor nesta altura.
No calendário romano foi um ano com início no dia de Mercúrio.
No território que viria a ser o reino de Portugal estava em vigor a Era de César que já contava 278 anos.
Em Roma foi o ano dos Cônsules C. Otávio Ápio Suétrio Sabino II e Ragônio Venusto.
| Ano completo                           |
| -------------------------------------- |
| Ano bissexto com início à quarta-feira |